# フアン・プリム

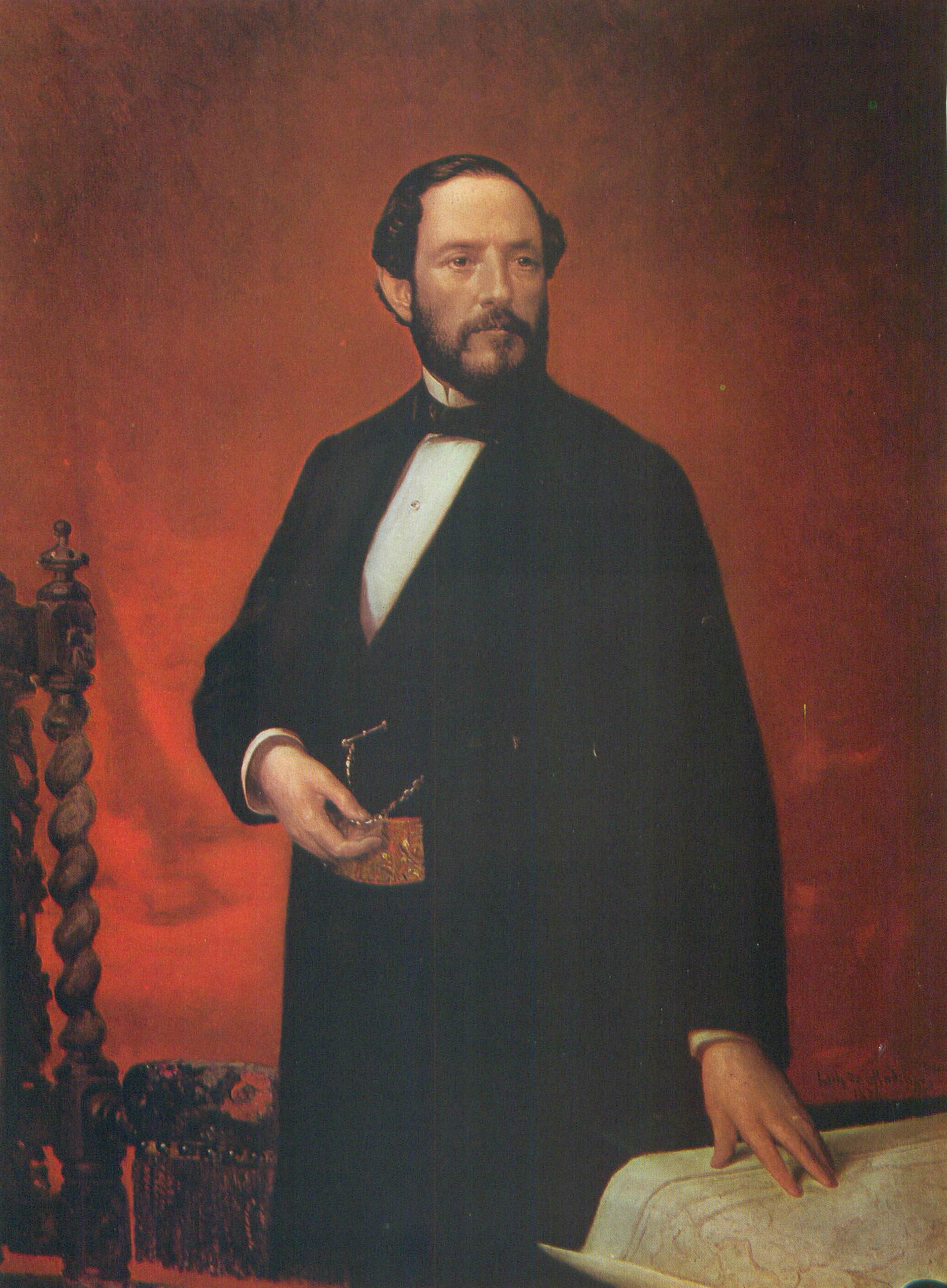
フアン・プリム

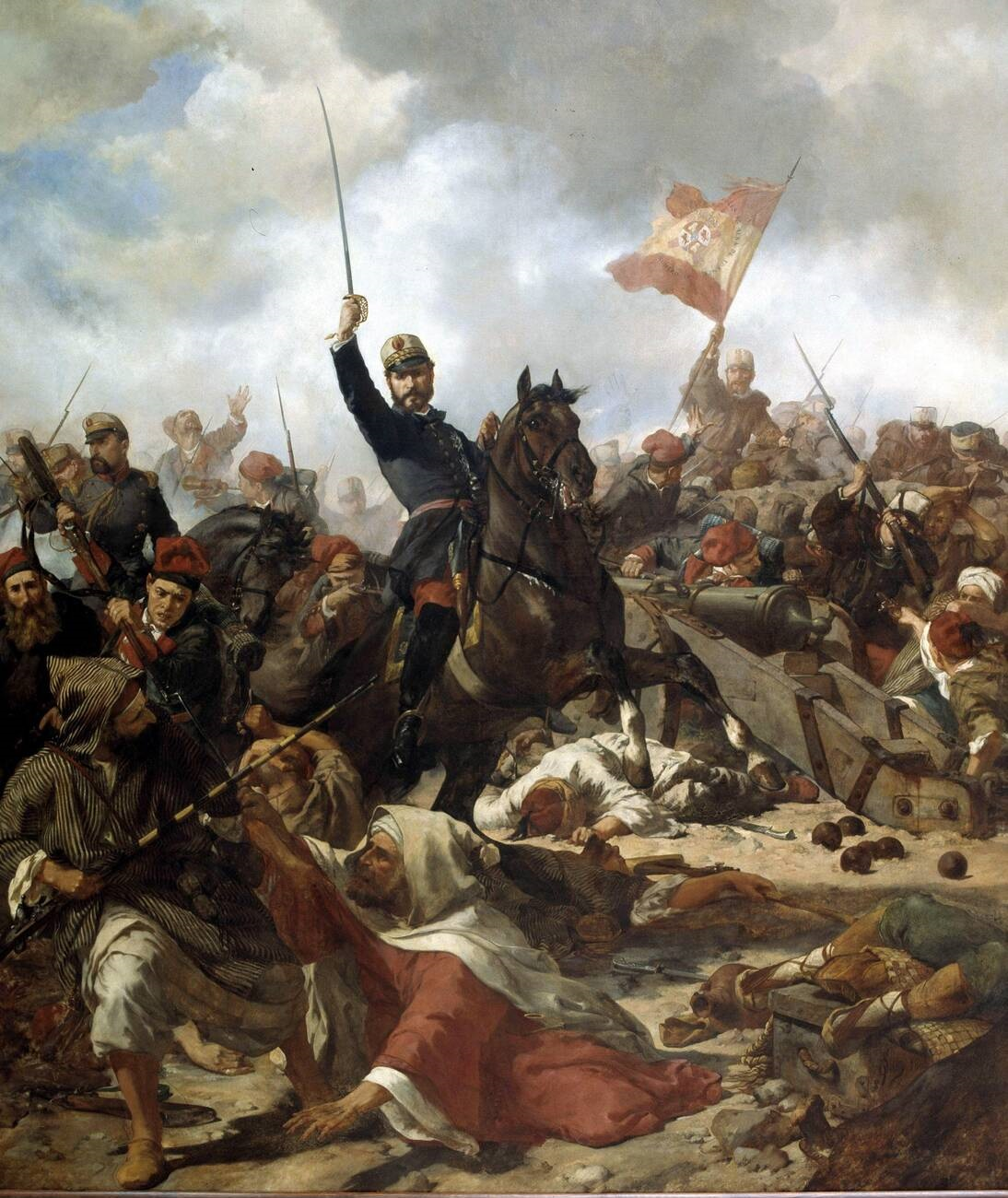
テトゥアンの戦いでのプリム

フアン・プリム（スペイン語:Juan Prim y Prats、カタルーニャ語:Joan Prim i Prats（ジュアン・プリム・イ・プラッツ）、1814年12月12日 - 1870年12月30日）は、スペインの軍人・政治家。カスティジェホス侯爵、レウス伯爵、ブルク子爵。

## 生涯
軍人の子としてレウスで生まれた。1834年に19歳で民兵隊に入隊し、その後イサベル2世側の公式な義勇兵として第一次カルリスタ戦争に身を投じ、ソルソナでの戦いなどで功績を上げて、26歳で大佐となりサンフェルナンド軍事勲章を授与された。
内乱は1839年8月のベルガーラ協定で収束し、イサベル2世下での摂政政治体制となり、1841年にタラゴナ県副議長の議席を得た。
同年からのバルドメロ・エスパルテーロ摂政下において旧体制の廃止や自由貿易が推進されると、強い関税を課さないことでイギリスの織物を間接的に支持していると非難し、カタルーニャ州の繊維産業の衰退を憂いて保護貿易を訴えた。1842年11月、バルセロナに対する措置に抗議してパリへ赴き、追放されていた旧摂政のマリア・クリスティーナ夫妻に窮状を訴えた後にスペインに戻る。1843年5月、友人で軍人のロレンツォ・ミランズらとバルセロナへ赴き、反政府勢力として活動、デ・ラ・トーレ公フランシスコ・セラーノとともに意気揚々とマドリードへ入った。1844年にイサベル2世が親政を開始すると、摂政マリア・クリスティーナはプリムを少将とし、レウス伯爵、ブルク子爵とした。
首相であるラモン・ナルバエスは、憲法上の自由の意味するところを理解するのに失敗し、反対の意を表明していたプリムにフィリピン群島への6年の流刑を宣告した。この宣告は実行されず、プリムは1847年に恩赦が下るまでイギリスとフランスへ亡命していた。スペインへ帰国すると、まずプエルトリコの知事となり、クリミア戦争においてはスルターンと交渉する軍事代表を務めた。1854年にコルテスの議員となり、1856年には自分を陸軍中将に昇進させたレオポルド・オドンネル将軍を支持した。スペイン・モロッコ戦争では数多くの戦いで戦功を挙げ、カスティジェホス侯爵位を授けられた。
ナポレオン3世の野望に満ちた企みを了承するのを拒み、プリムはメキシコでスペイン軍を率いた。スペインへ帰還後、彼はカタルーニャでの反体制派（反ナルバエス、反オドンネル）に加わった。彼の試みは1868年4月にナルバエスが死ぬまでに全て失敗に終わった。その後イサベル2世が徐々にイエズス会の影響を受けるようになり、体制が専制的となり、ついにはフランシスコ・セラーノまでが亡命した。1868年、セラーノとプリムが帰国し、海軍指揮官フアン・トペテは艦隊を指揮してカディスで反乱を起こした。1869年7月、セラーノは摂政となり、プリムは議長となり、陸軍元帥とされた。1870年11月6日、イタリアのサボイア家のアマデオ1世がスペイン王に選出された。しかしプリムは、12月28日にコルテス内の私室にいたところ正体不明の暗殺者によって銃撃され、2日後に死んだ。コルテスは、国がプリムの遺児たちの被後見人となることを決めた。その3日後、アマデオ1世は新憲法の制定を誓約した。